# Georg S. Geil
Georg Seeberg Geil (10. oktober 1930 på Frederiksberg – 19. februar 1996 i Viborg) var en dansk cand.theol., og den 42. biskop over Viborg Stift fra 1985 til sin død.
Han var Kommandør af Dannebrog.

## Karriere
Han blev i 1949 student fra Metropolitanskolen og blev cand.theol. i 1956 fra Københavns Universitet. 

### Præst og provst
Efter afslutningen af teologistudiet var Geil hjælpepræst i Christianskirken i Fredericia fra 1956 til 1960. I 1960 fik han for første gang ansvaret for sit eget sogn, da han blev sognepræst for Løsning Sogn og Korning Sogn ved Hedensted. I 1966 flyttede Georg Geil længere sydpå, da han blev ansat som sognepræst i Sankt Severin Kirke tæt på Haderslev centrum. Dette embede havde han indtil 1973 hvor han rykkede til Sct. Pauls Kirke i Aarhus. Der var han sognepræst indtil 1976, og dette blev også Geils sidste periode som ansat præst. I 1976 blev Georg Geil ansat som domprovst i Aalborg Budolfi Provsti med 12 kirker i 10 sogne.

### Biskop
Da Johannes W. Jacobsen skulle afløses som biskop over Viborg Stift i 1985, opstillede Georg S. Geil til bispevalget med støtte fra Kirkeligt Centrum og Indre Mission. Han vandt efterfølgende over sine modkandidater og flyttede ind i Bispegården i Viborg.
Georg S. Geil var den første biskop i Danmark der klart tog afstand fra kirkelig vielse af homoseksuelle par. Tidligere havde emnet ikke været aktuelt, men den 22. september 1995 sendte han et brev til sine bispekolleger hvor hans modstand blev begrundet med ordene:
| Citat | - det jødisk-kristne syn, at mand og kvinde er skabt til sammen at blive ét menneske, oprindeligt står over for et græsk-hellenistisk syn, hvori enheden og foreningen af to af samme køn ofte betragtedes som noget ideelt." | Citat |
|       | |       |

Geil døde pludseligt i en alder af 65 år.

## Privat
Georg S. Geil var gift med den norsk/danske forfatter Reidun Günther Geil. (1931-2008)
Han og hustruen er begravet på Viborg Kirkegård.